# Protestele din Kazahstan din 2022
Protestele din Kazahstan din 2022 au fost o serie de proteste masive care au început în Kazahstan la 2 ianuarie 2022, după o creștere bruscă a prețurilor la gaze lichefiate, ca urmare a ridicării plafonului de preț impus de guvern la 1 ianuarie. Protestele au început pașnic în orașul Janaozen, centru petrolier, și s-au extins rapid în alte orașe din țară, în special în cel mai mare oraș al țăii, Almatî, unde demonstrațiile s-au transformat într-o revoltă violentă, alimentată de nemulțumirea în creștere față de guvernare și inechitatea economică. În timpul tulburărilor violente și a represiunilor care au durat o săptămână, 227 de persoane au fost ucise și peste 9.900 arestate.
Nemulțumirea tot mai mare față de guvernare și fostul președinte Nursultan Nazarbaev a condus și la demonstrații mai mari. Deoarece nu există grupuri legale de opoziție împotriva guvernării kazahe, tulburările păreau a fi izbucnit direct din mijlocul cetățenilor. Ca răspuns președintele Kasîm-Jomart Tokaev a declarat stare de urgență în regiunile Mangîstau și Almatî, în vigoare din 5 ianuarie 2022. Cabinetul Mamin a demisionat în aceeași zi. Starea de urgență a fost extinsă în scurt timp pe toată țara. Ca răspuns la solicitarea lui Tokaev, Organizația Tratatului de Securitate Colectivă (CSTO) – o alianță militară a Rusiei, Armeniei, Belarusului, Kârgâzstanului, Tadjikistanului și Kazahstanului însuși – a fost de acord să desfășoare trupe în Kazahstan. Ca scop a fost declarată menținerea păcii, în timp ce unii au considerat-o sprijin străin la reprimarea violentă a protestelor. Nazarbaev a fost demis din funcția de președinte al Consiliului de Securitate al Kazahstanului.
Ca o concesiune președintele Tokaev a spus că prețurile la gazul pentru vehicule, de 50 de tenge pe litru, vor fi restabilite pentru 6 luni. Pe 7 ianuarie el a declarat: „Ordinea constituțională a fost restabilită în cea mai mare parte în toate regiunile țării”. El a anunțat, de asemenea, că a ordonat trupelor să folosească forța mortală împotriva protestatarilor, dând instrucțiuni să „împuște ca să ucidă” fără avertizare, numind protestatarii „bandiți și teroriști” și spunând că folosirea forței va continua să „distrugă protestele”.
Pe 10 ianuarie guvernul a declarat zi de doliu pentru victimele protestelor. La 11 ianuarie Tokaev a spus că ordinea a fost restabilită în Kazahstan și că protestele s-au încheiat. El a anunțat că trupele CSTO vor începe să se retragă din țară pe 13 ianuarie și acestea au fost retrase complet până pe 19 ianuarie. Într-un discurs adresat parlamentului pe 11 ianuarie el a promis reforme și a recunoscut nemulțumirea publică privitor la inegalitatea veniturilor și l-a criticat pe Nazarbaev și acoliții săi din cauza averii lor. De asemenea, el a nominalizat un nou prim-ministru, Alihan Smaiylov, pe 11 ianuarie și l-a demis pe ministrul apărării, Murat Bektanov, pe 18 ianuarie. Pe 11 ianuarie zborurile internaționale au fost reluate către și dinspre capitala țării, Nur-Sultan.

## Fundal
În Janaozen, un oraș producător de petrol din regiunea Mangîstau, au avut loc mai multe greve și demonstrații de la independența Kazahstanului încoace. În 2011 în oraș a izbucnit o revoltă la aniversarea a douăzecea a independenței, care a dus la 16 morți și 100 de răniți conform cifrelor oficiale, când forțele de securitate kazahe au deschis focul asupra protestatarilor care cereau condiții de muncă mai bune. În acea perioadă prețul pentru gazul petrolier lichefiat (GPL), un combustibil care la Janaozen este folosit mai ales pentru alimentarea vehiculelor, era de aproximativ 30-35 tenge și a crescut continuu de atunci. Potrivit Eurasianet, creșterea a fost cauzată de Politica de tranziție treptată a guvernului kazah de tranzacționare a GPL la bursa electronică, care a început în ianuarie 2019, pentru a reduce treptat subvențiile de stat a costului gazelor și a permite pieței să determine prețurile. În ianuarie 2020 a avut loc un protest în Janaozen, când locuitorii orașului au cerut o reducere a prețului gazului care a crescut de la 55 la 65 tenge la acel moment.
De la 1 ianuarie 2022, potrivit protestatarilor din Janaozen, prețul GPL a crescut de aproape două ori la 120 tenge (0,28 USD) pentru litru.

## Proteste

### 2 ianuarie
În dimineața zilei de 2 ianuarie 2022 locuitorii orașului Janaozen au blocat drumuri în cadrul unui protest împotriva creșterii prețurilor la gaze. Manifestanții au cerut guvernatorului de Mangîstau Nurlan Nogaev și primarului orașului Maksat İbağarov să ia măsuri pentru stabilizarea prețurilor și pentru prevenirea deficitului de combustibil. Locuitorii s-au întâlnit cu primar interimar al orașului Ğalym Baijanov, care a sfătuit mulțimea să scrie o plângere către administrația orașului, protestatarii amintind că plângerile lor au fost ignorate de oficialii orașului.

### 3 ianuarie
Sute de locuitori din Janaozen, care au ieșit să protesteze în prima zi, s-au adunat și au făcut tabără în piața orașului peste noapte. Pe măsură ce alți locuitori au început să se alăture mulțimii, până după-amiază, aproximativ 1.000 de persoane se aflau în piață, scandând și cerând alegeri directe ale liderilor locali. Polițiștii, care stăteau în parametrul pieței în timpul demonstrației, nu au intervenit. Guvernatorul de Mangîstau Nurlan Nogaev și primarul de Janaozen, Maksat İbağarov, precum și directorul Uzinei de procesare a gazelor din Kazahstan, Nakbergen Tulepov, au încercat să-i calmeze pe protestatarii din piață și s-au angajat ca prețul gazului să fie redus la 85-90 tenge, ceea ce nu i-a mulțumit pe demonstranți. Nogaev, precum și însoțitorii săi au fost forțați să fugă din piață de mulțimea furioasă.
Președintele Kasîm-Jomart Tokaev, în răspunsul său pe Twitter referitor la situație, a instruit guvernul să ia în considerare situația din regiunea Mangîstau „ținând cont de fezabilitatea economică în domeniul juridic”. De asemenea, el le-a cerut demonstranților să nu perturbe ordinea publică, amintind că cetățenii kazahi au dreptul de a-și exprima public opinia autorităților locale și centrale, spunând că acest lucru ar trebui să fie „în conformitate cu legea”. Ca urmare, a fost formată o comisie guvernamentală condusă de viceprim-ministrul Eralî Togjanov pentru a analiza situația socio-economică din Mangîstau.
Știri cu privire la arestări au parvenit din orașele Nur-Sultan, Aktobe și Almatî, unde Piața Republicii și Piața Astana au fost închise, cu ofițeri de securitate dislocați în jurul zonelor. În alte orașe s-a consemnat prezența sporită a poliției în zonele publice.
În Aktaú un grup de protestatari au venit în Piața Întîmak din fața clădirii administrației orașului, amenajând corturi și iurte pentru o tabără. Până seară aproximativ 6.000 de manifestanți se aflau în piață, cerând reducerea costului gazului, precum și demisia guvernului, alăturându-li-se și alte grupuri de susținători din regiunile și orașele vecine ale Kazahstanului. Guvernatorul de Mangîstau Nurlan Nogaev a vizitat mitingul, amintind mulțimii că guvernul kazah a redus prețul gazului și că Agenția pentru Protecția și Dezvoltarea Concurenței a lansat o anchetă împotriva proprietarilor de benzinării suspectați de înțelegeri ilicite în privința prețurilor. De asemenea, Nogaev i-a îndemnat pe protestatarii din Aktau să mențină ordinea publică și le-a sugerat să poarte un dialog constructiv cu autoritățile.

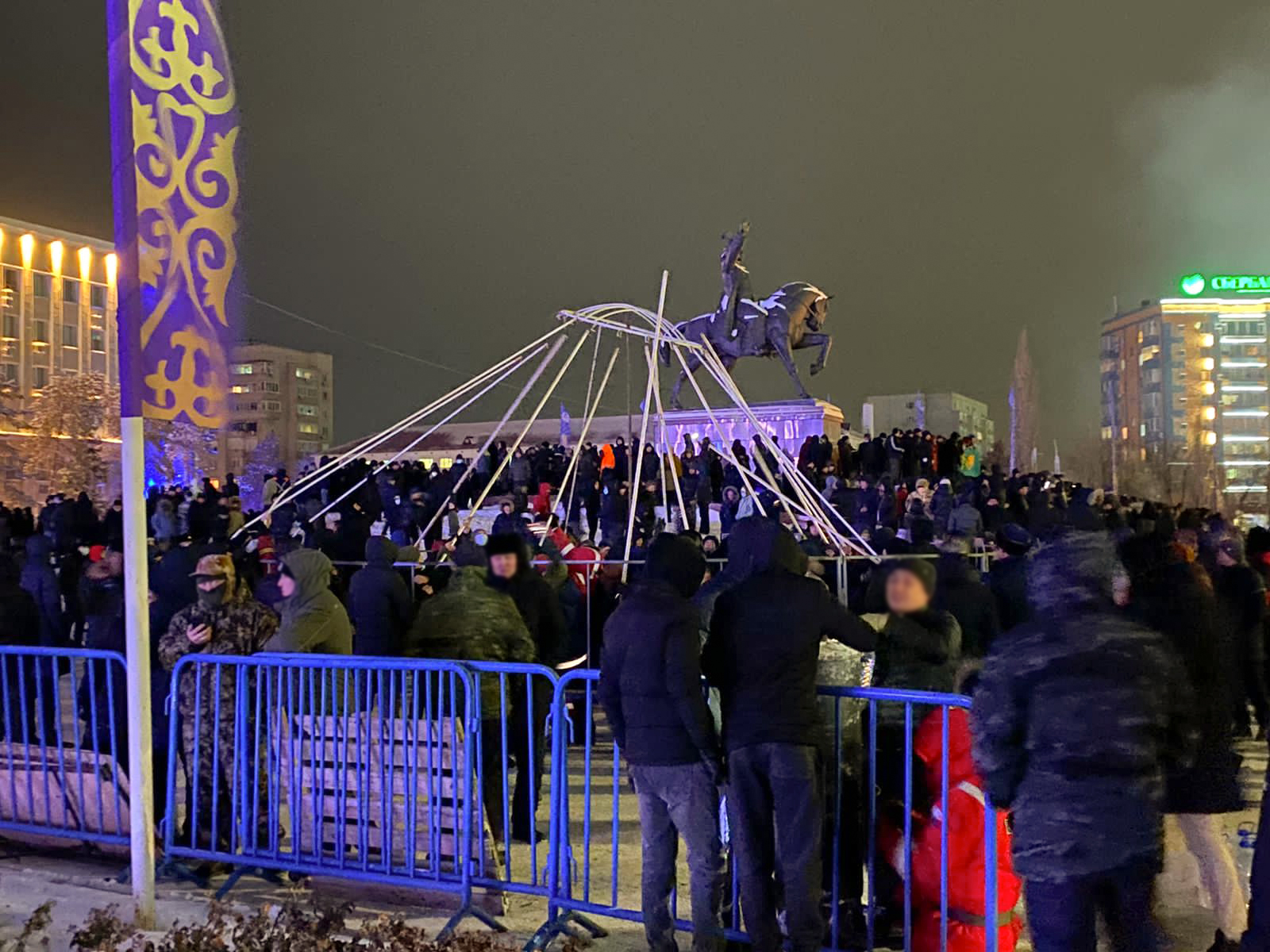
Protestatarii au amenajat o iurtă la Aktobe, 4 ianuarie 2022

### 4 ianuarie
La 4 ianuarie aproximativ 1.000 de persoane s-au adunat pentru a protesta în centrul orașului Almatî. Poliția a folosit grenade paralizante și gaze lacrimogene pentru a-i dispersa pe protestatari. Tokaev a semnat decrete privind introducerea stării de urgență în regiunile Mangîstau și Almatî din 5 ianuarie, ora locală 01:30, până în 19 ianuarie, ora locală 00:00. Potrivit lui Tokaev toate cererile legitime ale protestatarilor vor fi luate în considerație. O comisie specială, după întâlnirea cu protestatarii, a fost de acord să scadă prețul GPL la 50 tenge (0,11 dolari) pe litru. Oamenii au început să protesteze și în Taldîkorgan.

### 5 ianuarie
La 5 ianuarie Tokaev a acceptat demisia guvernului. În aceeași zi un corespondent Reuters a raportat că mii de protestatari se îndreptau spre centrul orașului Almatî, după ce forțele de securitate nu au reușit să-i împrăștie cu gaze lacrimogene și grenade paralizante.